# Temblak (medycyna)

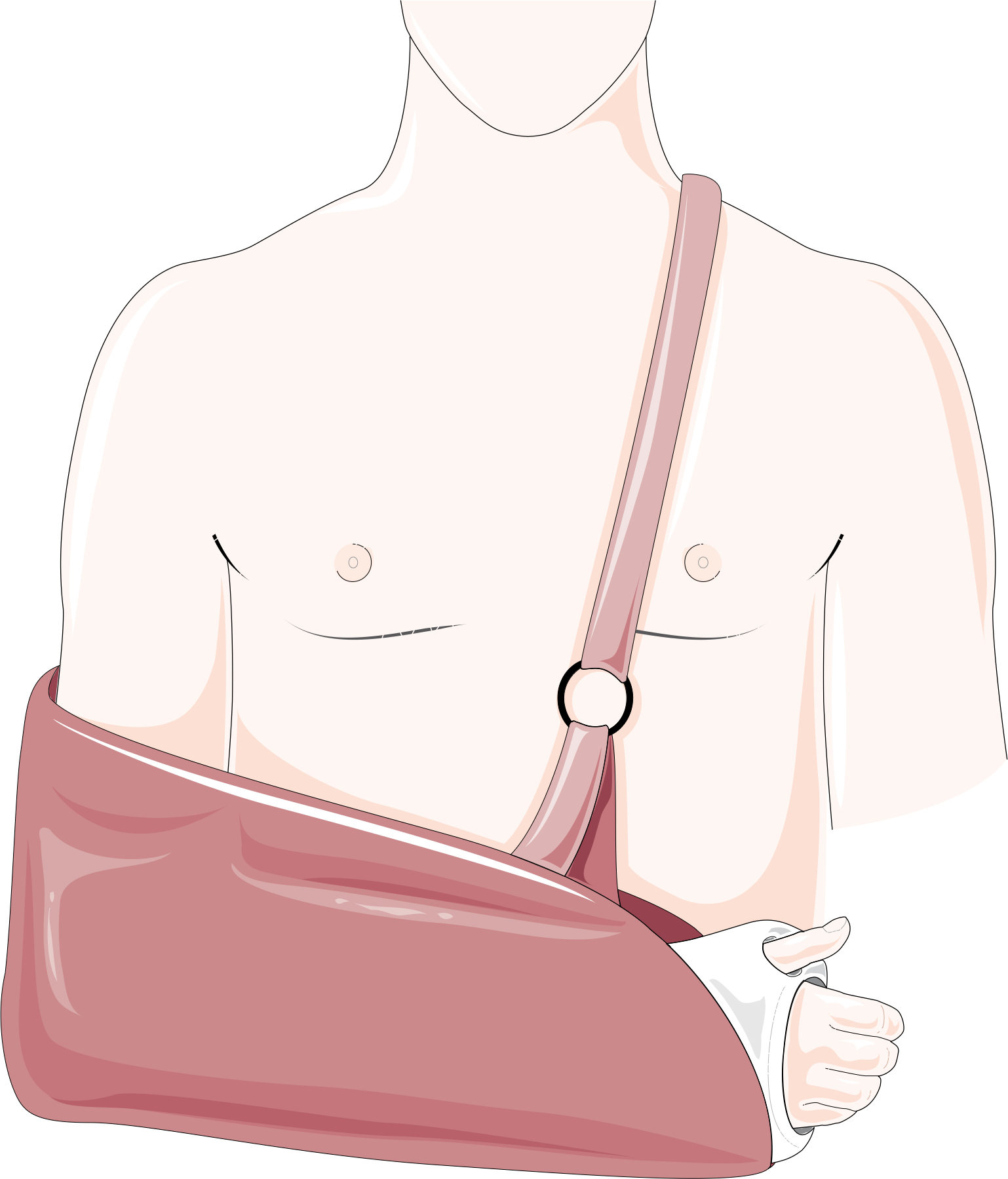
Temblak

Temblak – opaska podtrzymująca i unieruchamiająca zgiętą w łokciu chorą (lub złamaną) kończynę górną. Jest wykonany z plecionej siatki i ma kształt trójkątnej chusty lub opaski zawieszonej na karku rannego. Zakładany jest często przy złamaniach lub zwichnięciach. Jest uznawany za sprzęt ortopedyczny.